# 29-й дивизион надводных кораблей (Украина)
29-й дивизион надводных кораблей (29 ДнНК, в/ч А0898) — соединение надводных кораблей Военно-морских сил Украины с местом базирования на ВМБ «Намыв» в Очакове. До реформирования структуры ВМС в 2018 году именовался 5-я бригада надводных кораблей (5 БрНК).

## История
В ходе раздела Черноморского флота ВМФ СССР 22 марта 1996 года в Балаклаве создан Дивизион кораблей охраны водного района ВМС Украины, в состав которого вошли противолодочные корабли, полученные от морских частей пограничных войск. В дальнейшем, с получением кораблей и катеров в ходе распределения Черноморского флота бывшего СССР и завершением строительства отечественных кораблей, дивизион был переформирован в бригаду кораблей охраны водного района, бригаду надводных кораблей и подчинен Южной военно-морской базе в Новоозёрном.
Корабли дивизиона, а затем бригады, базировались в Балаклаве, Севастополе (бухта Стрелецкая), Новоозерном (озеро Донузлав), с 2014 года после Аннексии Крыма Российской Федерацией базируются в Очакове.
После Аннексии Крыма Российской Федерацией в 2014 году часть личного состава бригады, сохранившия верность присяге Украины, была перебазирована в Очаков. Оставшиеся моряки перешли в ВМФ РФ, часть уволилась со службы. Также в Крыму в марте были захвачены все корабли соединения, часть возвращена Украине в 2014 году.
В 2018 году, в ходе переформатирования организационной структуры ВМС ВС Украины, управление 5-й бригады надводных кораблей переформировано в 29-й дивизион надводных кораблей (29 ДнНК) .
29 января 2021 года подписан приказ о списании корвета проекта 1124М «Винница» (б/н А206). В дальнейшем на базе бывшего корвета «Винница» планируется создать корабль-музей в одном из приморских городов Украины.
23 июня 2022 года дивизион был отмечен почетным знаком «За мужество и отвагу».

## Состав
Состав дивизиона на конец 2014 года:
- Средний десантный корабль проекта 773 «Кировоград» (1971),
- десантный катер проекта 1176 «Сватово» (1979),
- разведывательный корабль проекта 1824Б «Угломер» «Переяслав» (1987),
- рейдовый тральщик проекта 1258 «Корунд» «Геническ» (1985),
- артиллерийский катер АК-03,
- буксир «Корец» (1973),
- судно контроля физических полей «Северодонецк».

Состав дивизиона на конец 2021 года:
- Средний десантный корабль проекта 773 «Юрий Олефиренко» (б/н L401, в/ч А3045)[6]
- Рейдовый тральщик проекта 1258 «Корунд» «Геническ» (б/н M360, в/ч А0898В)
- Десантный катер проекта 1176 «Сватово» (б/н L424, в/ч А0898Б)[7]
- Малый разведывательный корабль проекта 1824Б «Угломер» «Переяслав» (б/н А512, в/ч А4281)

Корабельный состав 29-го дивизиона надводных кораблей
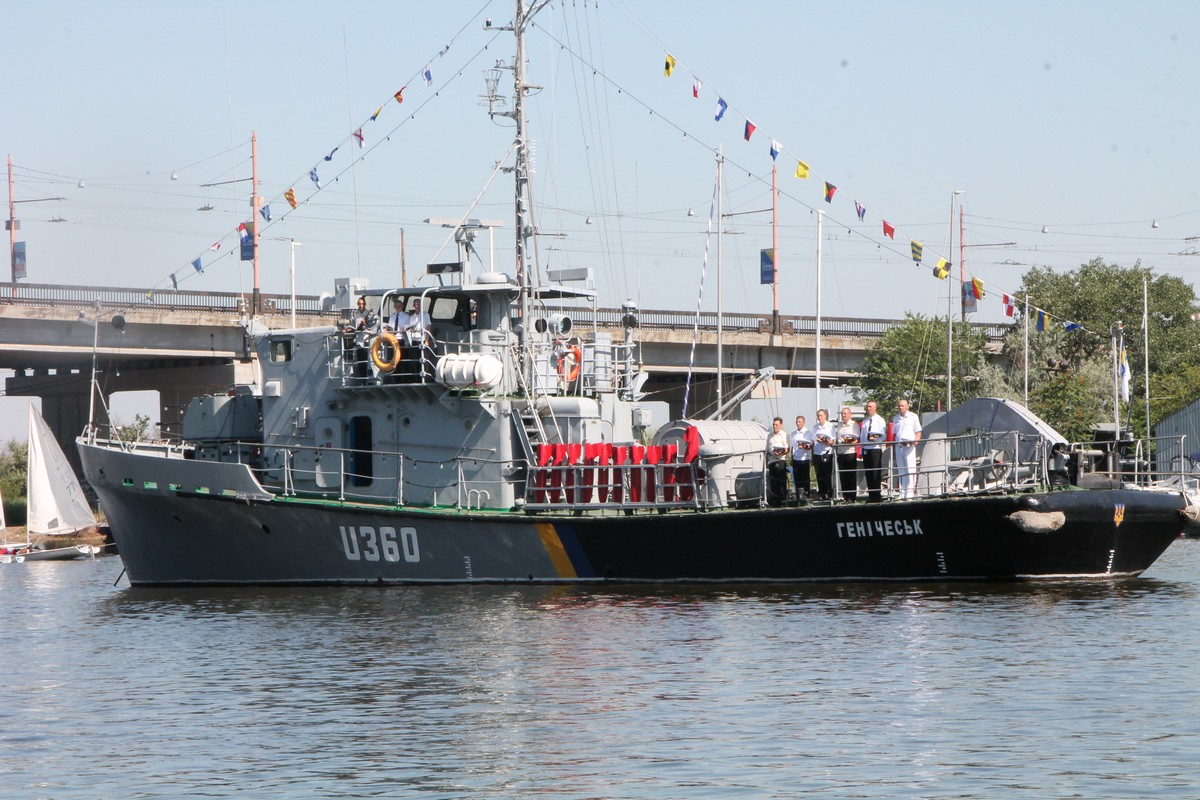
«Геническ»
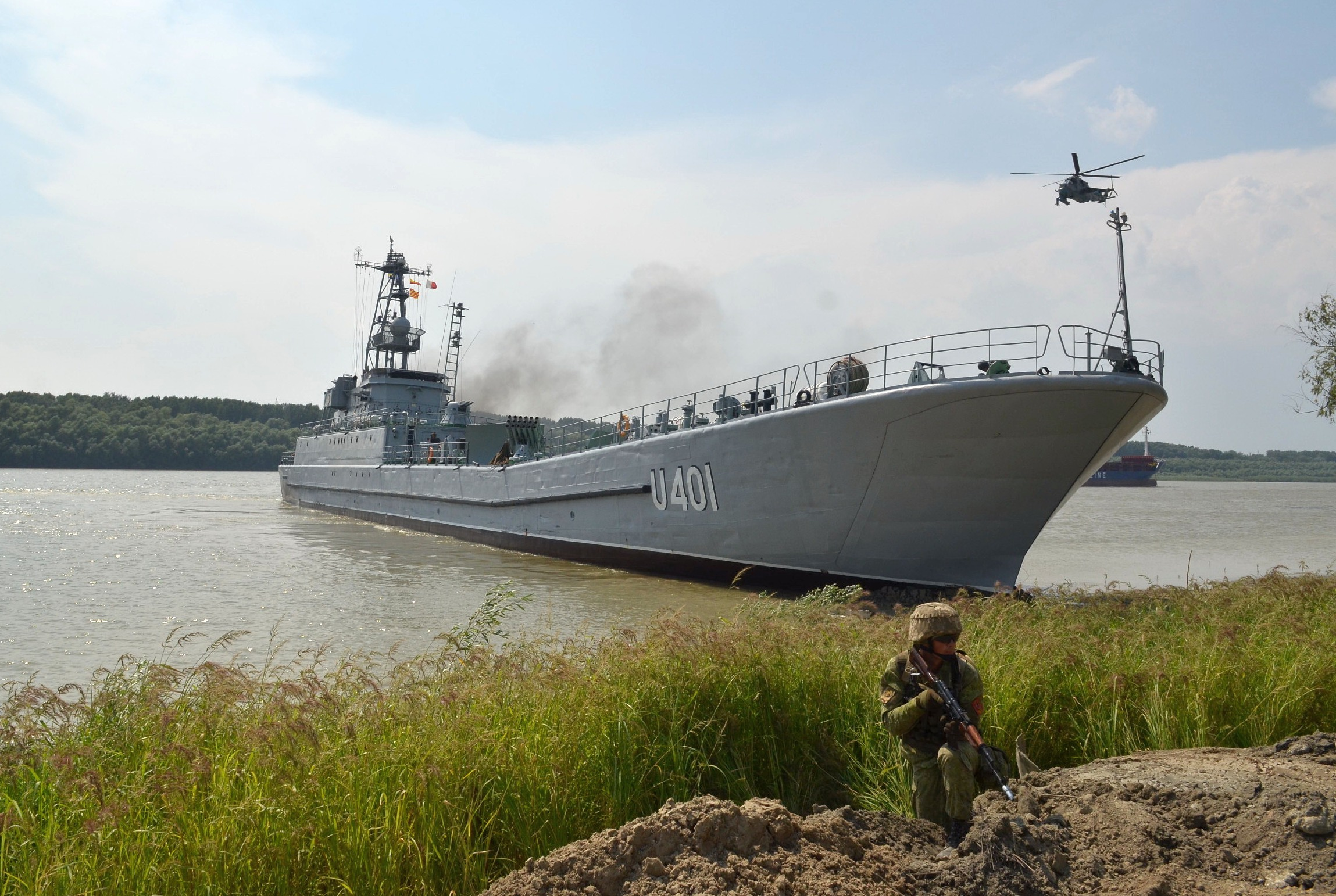
«Юрий Олифиренко»
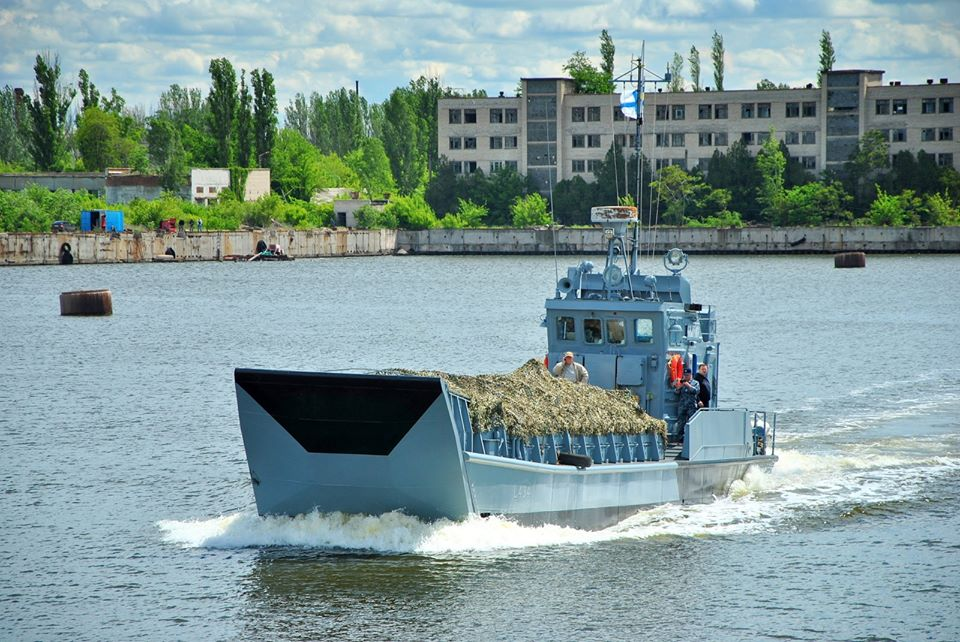
«Сватово»
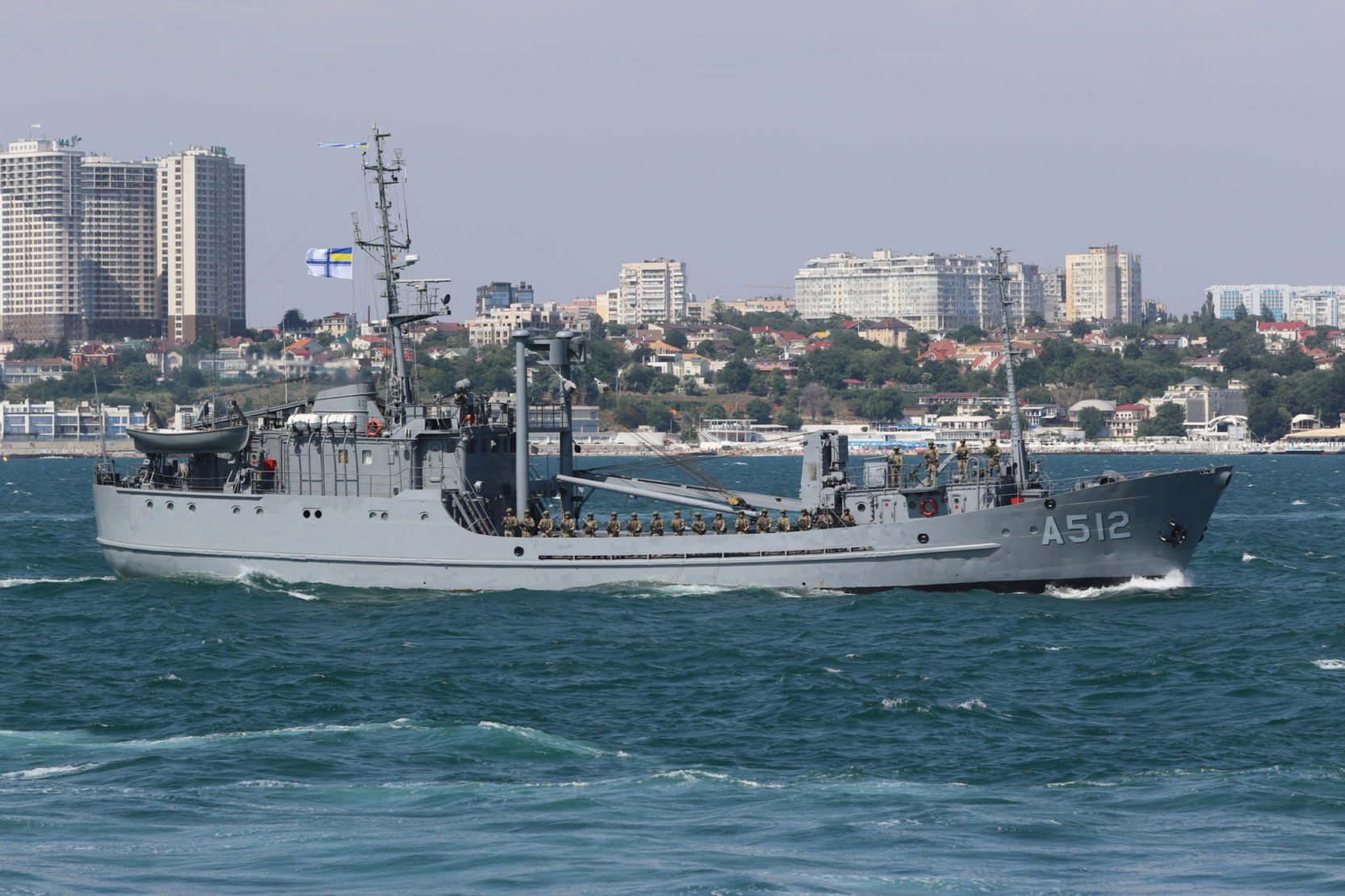
«Переяслав»

## Командиры
- капитан 2 ранга Виталий Звягинцев (2012?—2014)
- капитан 1 ранга Д. А. Коваленко (2014 — н.в.)